# Acanthogyrus dattai
Acanthogyrus dattai är en hakmaskart som först beskrevs av Podder 1938.  Acanthogyrus dattai ingår i släktet Acanthogyrus och familjen Quadrigyridae. Inga underarter finns listade i Catalogue of Life.